# Матюкино (Ивановская область)
Матю́кино — деревня в Палехском районе Ивановской области (Раменское сельское поселение) в 10,6 км к западу от Палеха (15,4 км по дорогам). Деревня расположена на правом берегу реки Люлех.

## Население
| 1859 | 1905 | 2010 |
| ---- | ---- | ---- |
| 73   | ↗82  | ↘6   |